# Garima Chaudhary
Garima Chaudhary (ur. 2 kwietnia 1990) – indyjska dżudoczka. Olimpijka z Londynu 2012, gdzie zajęła siedemnaste miejsce w kategorii 63 kg. Siódma na igrzyskach azjatyckich w 2010. Siódma na igrzyskach wspólnoty narodów w 2014. Triumfatorka igrzysk południowej Azji z 2006. Druga na mistrzostwach wspólnoty narodów w 2010 roku.
- Turniej w Londynie 2012

Przegrała pierwszą walkę z Japonką Yoshie Ueno i odpadła z turnieju.